# Lignée cellulaire (médecine)
Pour les articles homonymes, voir Lignée cellulaire.

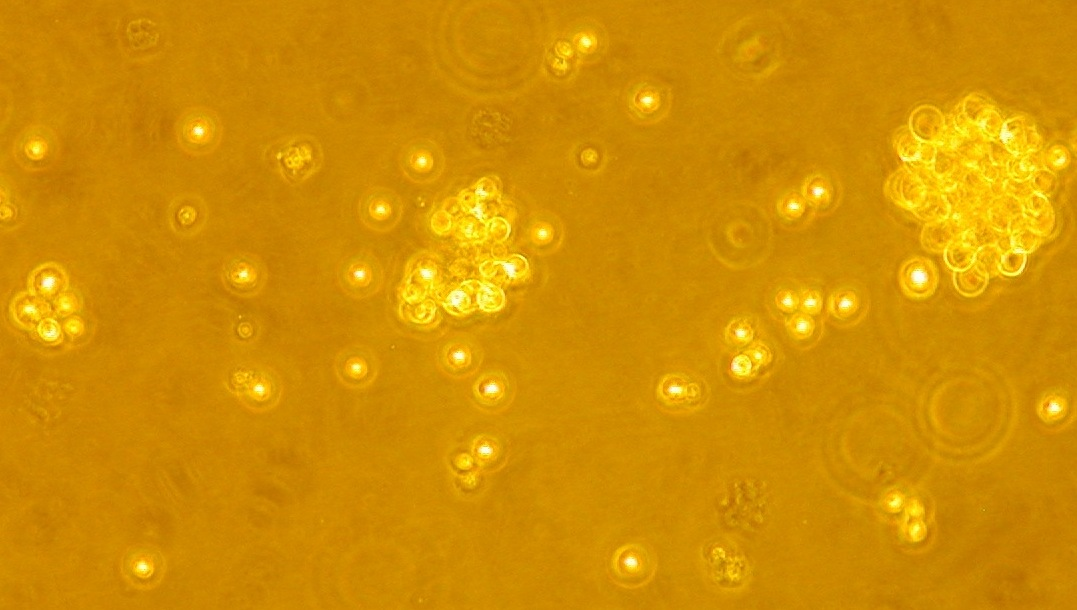
Culture de cellules de Raji, première lignée cellulaire humaine cultivée en laboratoire qui soit continue et d'origine hématopoïétique.

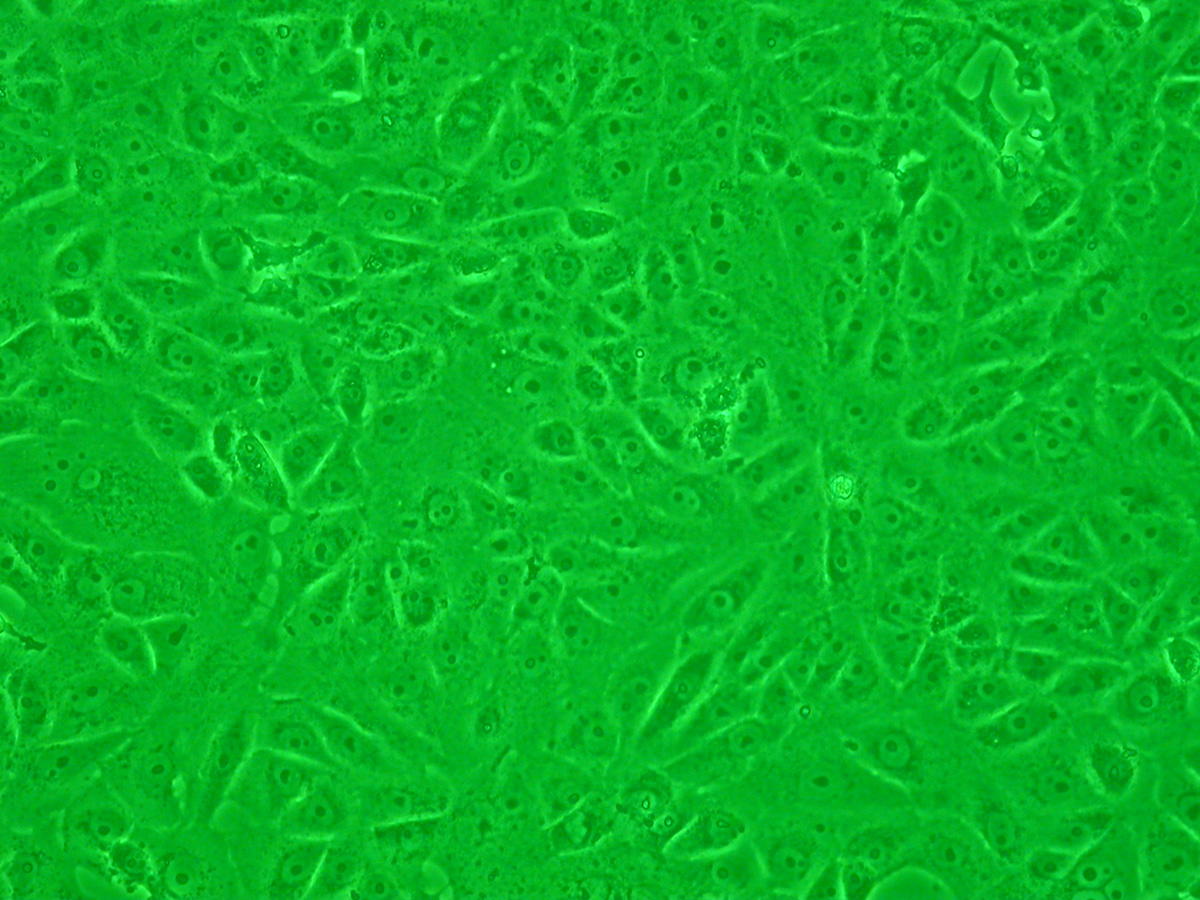
Cellules Vero, vue au microscope à contraste de phase, sous lumière verte (Grossissement : 100X)

Une lignée cellulaire est une population homogène de cellules, stables après des mitoses successives, et ayant en théorie une capacité illimitée de division. Il s'agit en général de cellules cancéreuses prélevées chez un patient (comme les cellules HeLa), transformées artificiellement par un oncogène (un gène immortalisant tel que T de SV40) ou encore mutées pour des gènes impliqués dans la régulation du cycle cellulaire (comme la protéine p53). 
Elles sont d'un usage quotidien dans les laboratoires de recherches de biologie.

Leur usage, plus aisé que celui des cellules en culture primaire, en font un outil de choix pour certaines applications. Mais leurs caractéristiques de cellules cancéreuses, limite l'interprétation possible des résultats obtenus avec ces lignées.
Elles peuvent servir à la production de médicaments à haute valeur ajoutée, comme l'interféron bêta-1a. 
Remarque : une lignée issue d'une tumeur n'est pas nécessairement tumorigène.

## Liste de lignées cellulaires courantes
| Lignée     | Nom complet                                    | Espèce                       | Tissu d'origine                          | Référence   |
| ---------- | ---------------------------------------------- | ---------------------------- | ---------------------------------------- | ----------- |
| 3T3        |                                                | murine                       | fibroblaste                              | Cellosaurus |
| AtT20      |                                                | murine                       | tumeur hypophysaire corticotrope         | Cellosaurus |
| Caco-2     |                                                | humaine                      | cancer du côlon                          | Cellosaurus |
| Calu-3     |                                                | humaine                      | cancer du Poumon (épithélium)            | Cellosaurus |
| CHO        | Chinese hamster ovary                          | hamster                      | épithélium ovarien                       | Cellosaurus |
| COS-7      | Cercopithecus aethiops, origin-defective SV-40 | singe Cercopithecus aethiops | fibroblaste rénal                        | Cellosaurus |
| GH3        |                                                | rat                          | tumeur hypophysaire somatotrope          | Cellosaurus |
| HEK-293    | Human embryonic kidney                         | humaine                      | épithélium rénale embryonique            | Cellosaurus |
| HeLa       | Henrietta Lacks                                | humaine                      | Cancer du col utérin                     | Cellosaurus |
| HL-60      | Human leukemia                                 | humaine                      | myélome                                  | Cellosaurus |
| HT-29      |                                                | humaine                      | adénocarcinome de l'épithélium colique   | Cellosaurus |
| Jurkat     |                                                | humaine                      | lymphome de lymphocyte T                 | Cellosaurus |
| LNCaP      | Lymph node Cancer of the Prostate              | humaine                      | adénocarcinome épithélial de la prostate | Cellosaurus |
| MCF-7      | Michigan Cancer Foundation-7                   | humaine                      | cancer du sein                           | Cellosaurus |
| MDA-MB-231 | M.D. Anderson - Metastatic Breast              | humaine                      | cancer mammaire                          | Cellosaurus |
| MDCK       | Madin-Darby Canine Kidney                      | canine                       | épithélium rénal                         | Cellosaurus |
| MRC-5      | Medical Research Council cell strain-5         | humaine                      | fibroblaste de poumon embryonnaire       | Cellosaurus |
| NIH-3T3    |                                                | murine                       | fibroblaste embryonique                  | Cellosaurus |
| PC12       |                                                | rat                          | phéochromocytome                         | Cellosaurus |
| Raji       |                                                | humaine                      | lymphocyte B                             | Cellosaurus |
| Saos-2     |                                                | humaine                      | ostéosarcome                             | Cellosaurus |
| Sf9        | Spodoptera frugiperda                          | insecte                      | ovaire                                   | Cellosaurus |
| Sf21       | Spodoptera frugiperda                          | insecte                      | ovaire                                   | Cellosaurus |
| S2         | Drosophila Schneider 2                         | drosophile                   | embryon de drosophile                    | Cellosaurus |
| T-47D      |                                                | humaine                      | carcinome ductal de la glande mammaire   | Cellosaurus |
| U2OS       |                                                | humaine                      | ostéosarcome                             | Cellosaurus |
| U87        | Uppsala 87 Malignant Glioma                    | humaine                      | glioblastome                             | Cellosaurus |
| Vero       |                                                | simienne                     | épithélium rénal de singe vert           | Cellosaurus |
| WI-38      | Wistar Institute-38                            | humaine                      | fibroblaste de poumon embryonnaire       | Cellosaurus |